# Yaya
Yaya (en russe : Яя) est une île de la  mer des Laptev, découverte en 2013 au large de l'archipel de Nouvelle-Sibérie.

## Description
L'île de Yaya est longue de 370 m et large de 125 m pour une superficie de 3,8 ha et une altitude moyenne inférieure à un mètre.

## Découverte
Son existence, d'abord établie par le survol d'un hélicoptère Mil Mi-26 le 23 septembre 2013, est confirmée en octobre 2014 par la visite du navire scientifique russe, l'Admiral Vladimirski. Le nom de l'île fut choisi après que l'on eut demandé aux membres de l’équipage de l'hélicoptère qui l'avait repérée en premier : tous répondirent « Moi ! moi ! » (en russe : « Я! я! », transcription « Ya ! ya ! »). L'agence de presse RIA Novosti annonce le 8 octobre 2014 que cette nouvelle île serait désormais portée sur les atlas. Cette île, si petite soit-elle, revêt une importance particulière dans un contexte de lutte d'influence dans l'Arctique et d'une militarisation grandissante de la région. Elle augmente la zone économique exclusive maritime de la Russie de 452 km2.